# Вольфстурн (замок, Италия)
Вольфстурн (итал. Castel Wolfsthurn или Castel Mareta; нем. Schloss Wolfsthurn) — барочный замок на высоком холме в коммуне Рачинес в автономной провинции Больцано (Южный Тироль), в области Трентино-Альто-Адидже, Италия. Архитектором комплекса стал Даниэль Кристоф Дитрих. Резиденцию не следует путать с замком Вольфстурн в итальянской коммуне Андриано.

## История

### Ранний период
Точное время основания первоначального замка неизвестно. Но в самом начале XIII века на месте современного комплекса уже точно имелась каменная оборонительная башня. 
С 1242 года эта территория вошла в состав владений графов Тироля. Затем они передали окрестные земли в наследственное ленное владение дворянину по имени Рудольф Вольф. По имени собственника башню, а также созданные вокруг неё укрепления и здания стали называть «Волчьими» (Wolfs). В конце XV века род Вольфов пресёкся. 
В 1574 году замок Вольфстурн перешел во владение дворянской семьи Гребмеров, которые с той поры именовались Грембер цу Вольфстурн. 

### Возведение барочного комплекса
Примерно через 200 лет, в первой половине XVIII века замок перешёл в собственность семьи Штернбах. Потомки этого знатного рода владеют замком и поныне. 
В период между 1727 и 1741 по инициативе Франца Андреаса фон Штернбаха на месте бывшего средневекового замка был возведена укреплённая резиденция в стиле барокко, единственная в подобном роде в Южном Тироле. От прежних сооружение (кроме фрагментов донжона) ничего не осталось.

## Описание
Замок расположен в долине реки Марета на её южном высоком берегу. 
Главный корпус комплекса — трёхэтажное здание в стиле барокко с симметричным фасадом. Два боковых крыла и стены с угловыми башнями образуют просторный двор, посередине которого устроен фонтан. 
В одном из зданий комплекса находиться замковая капелла.

## Музей
В замке расположено несколько постоянных экспозиций, открытых для посещения туристами. 
- На первом этаже замка с 1996 года располагается Южно-тирольский музей охоты и рыболовства[2] .
- В помещениях на втором этаже находится экспозиция, посвященная замку и его истории.
- Часть помещений сохранилась в их первоначальном состоянии. Мебель, картины и обои являются частью барочного интерьера замка и, таким образом, дают хорошее представление о быте знати в XVIII и XIX веках.

## Галерея

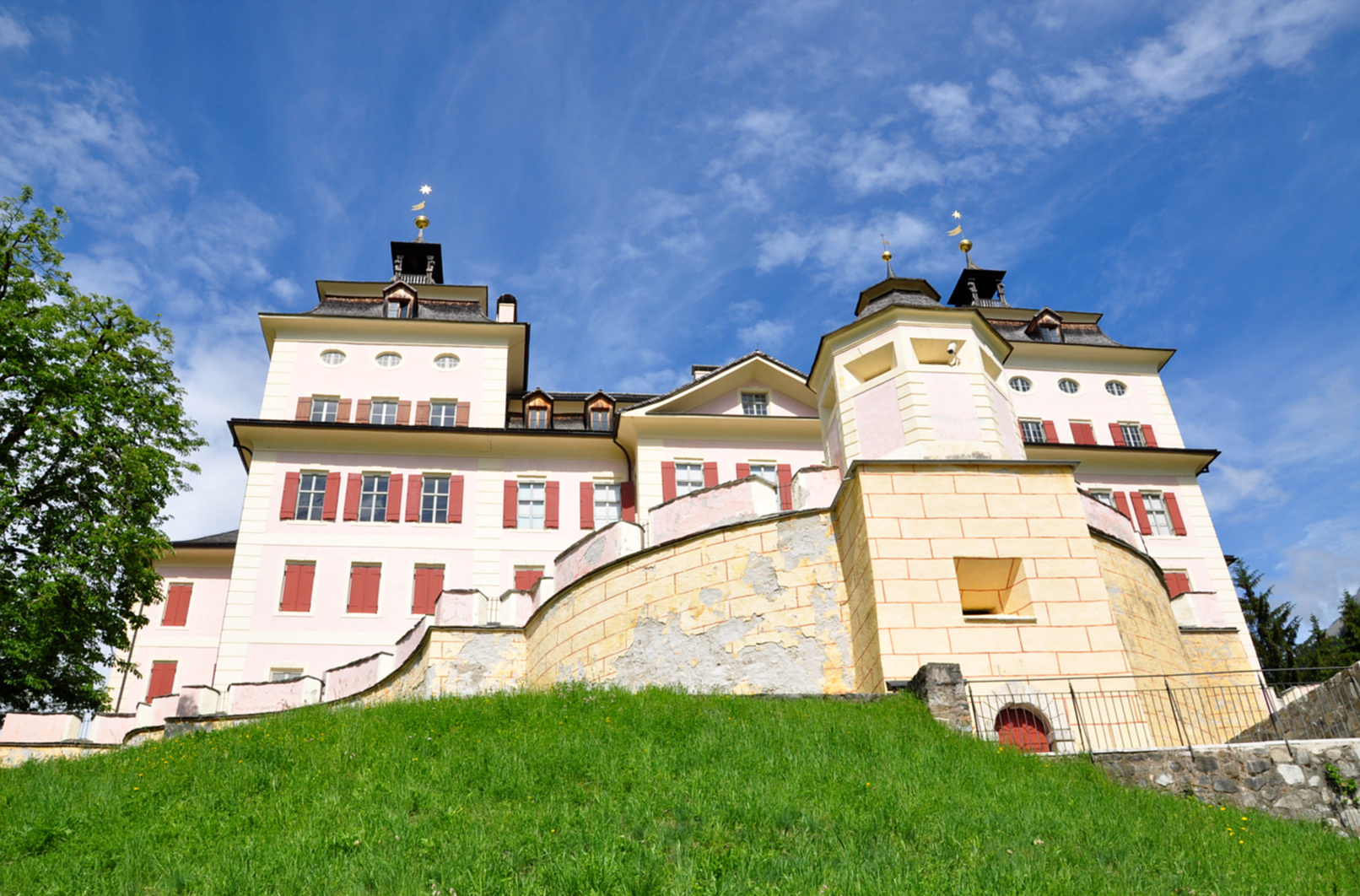
Главный фасад с южной стороны
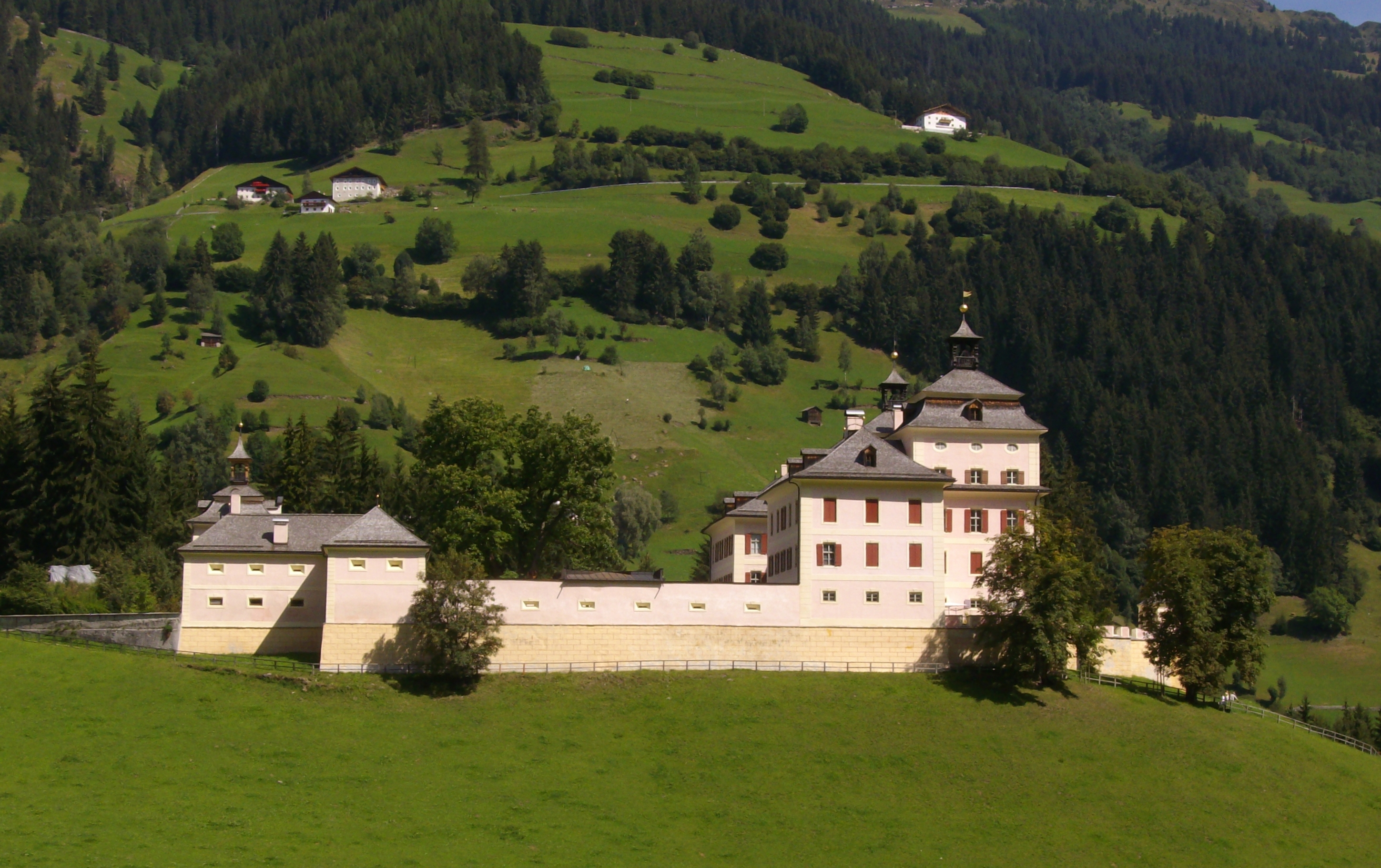
Замок замка с запада
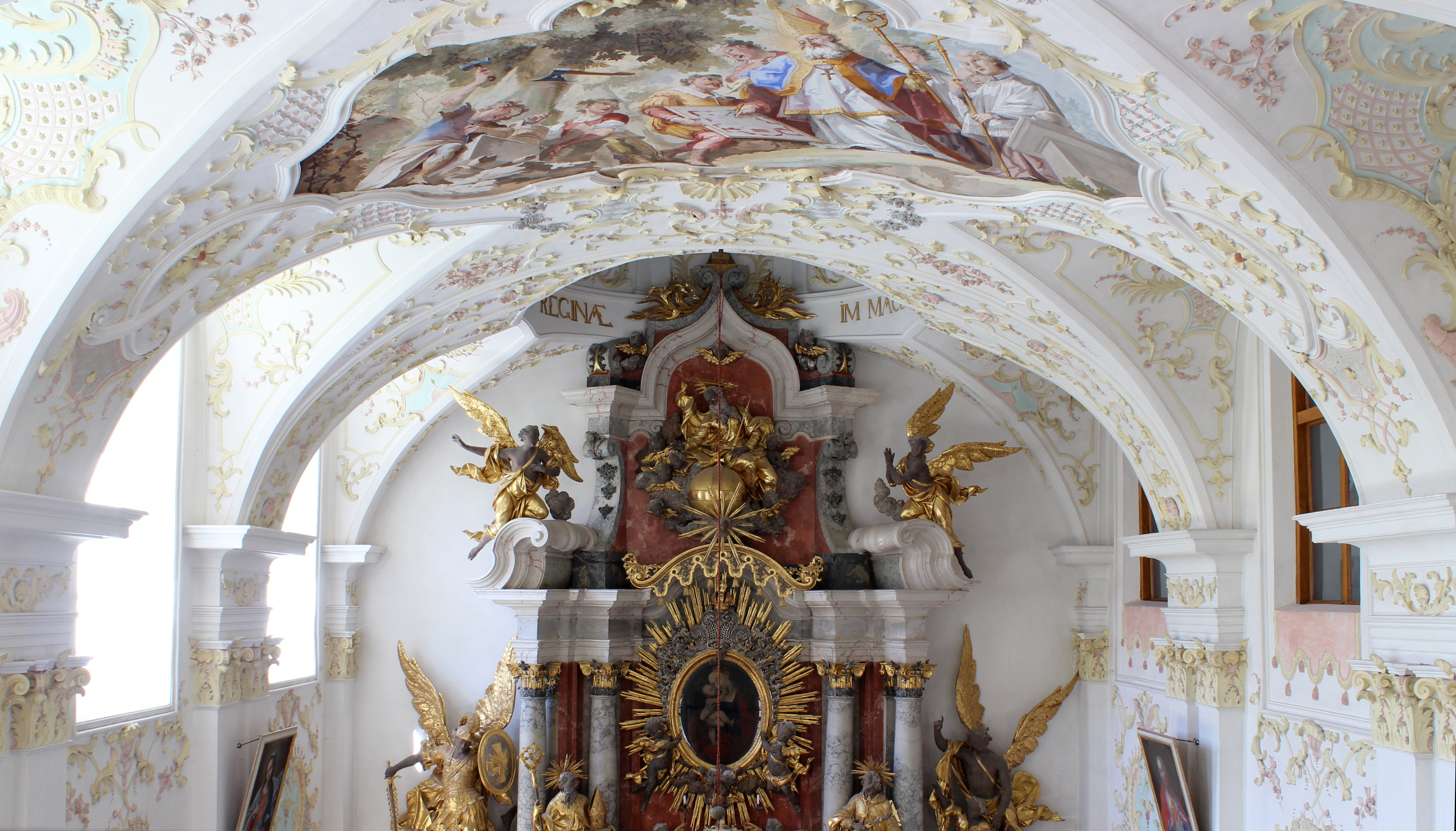
Внутреннее убранство замковой капеллы
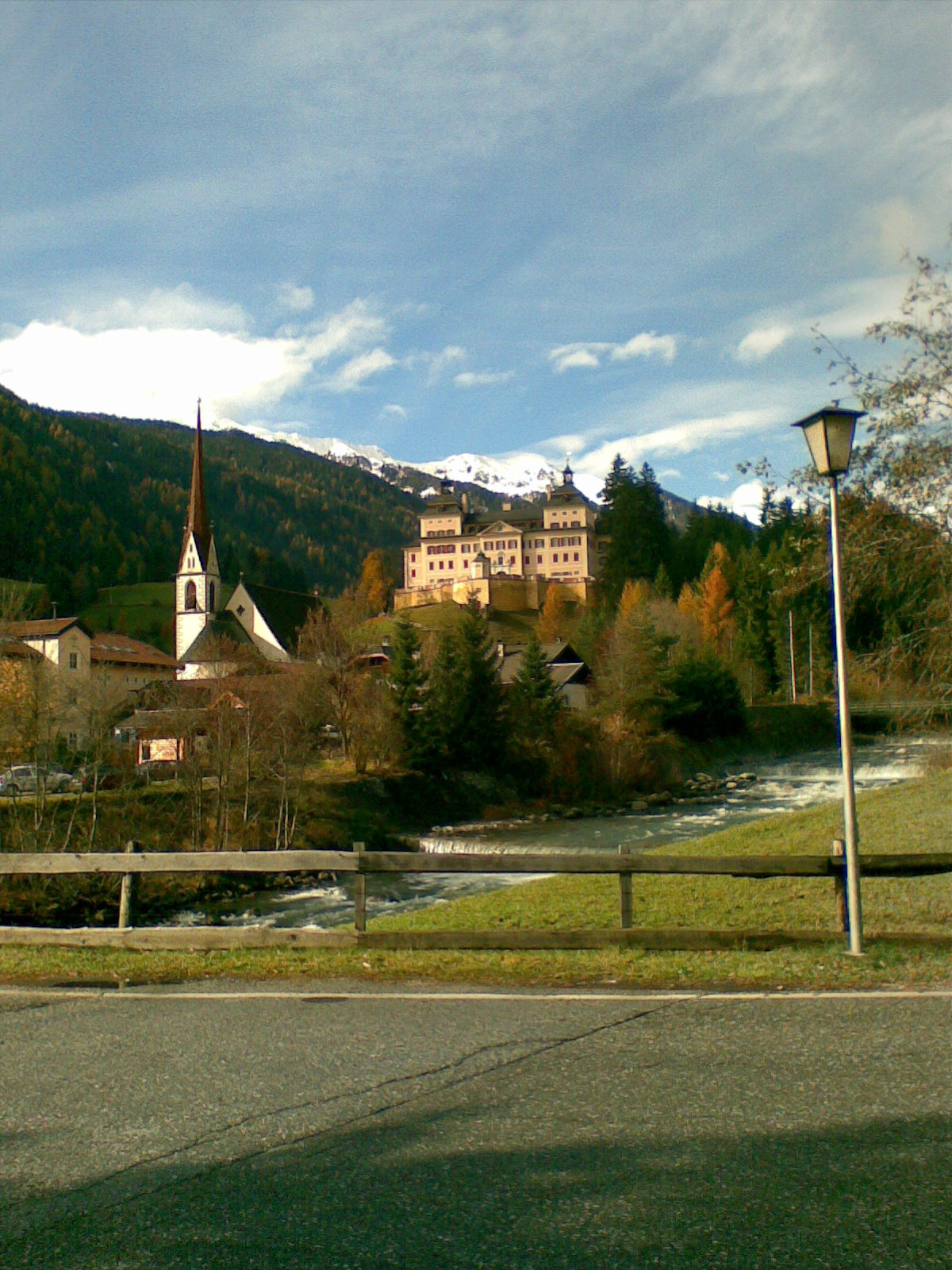
Вид замка со стороны посёлка Марайт
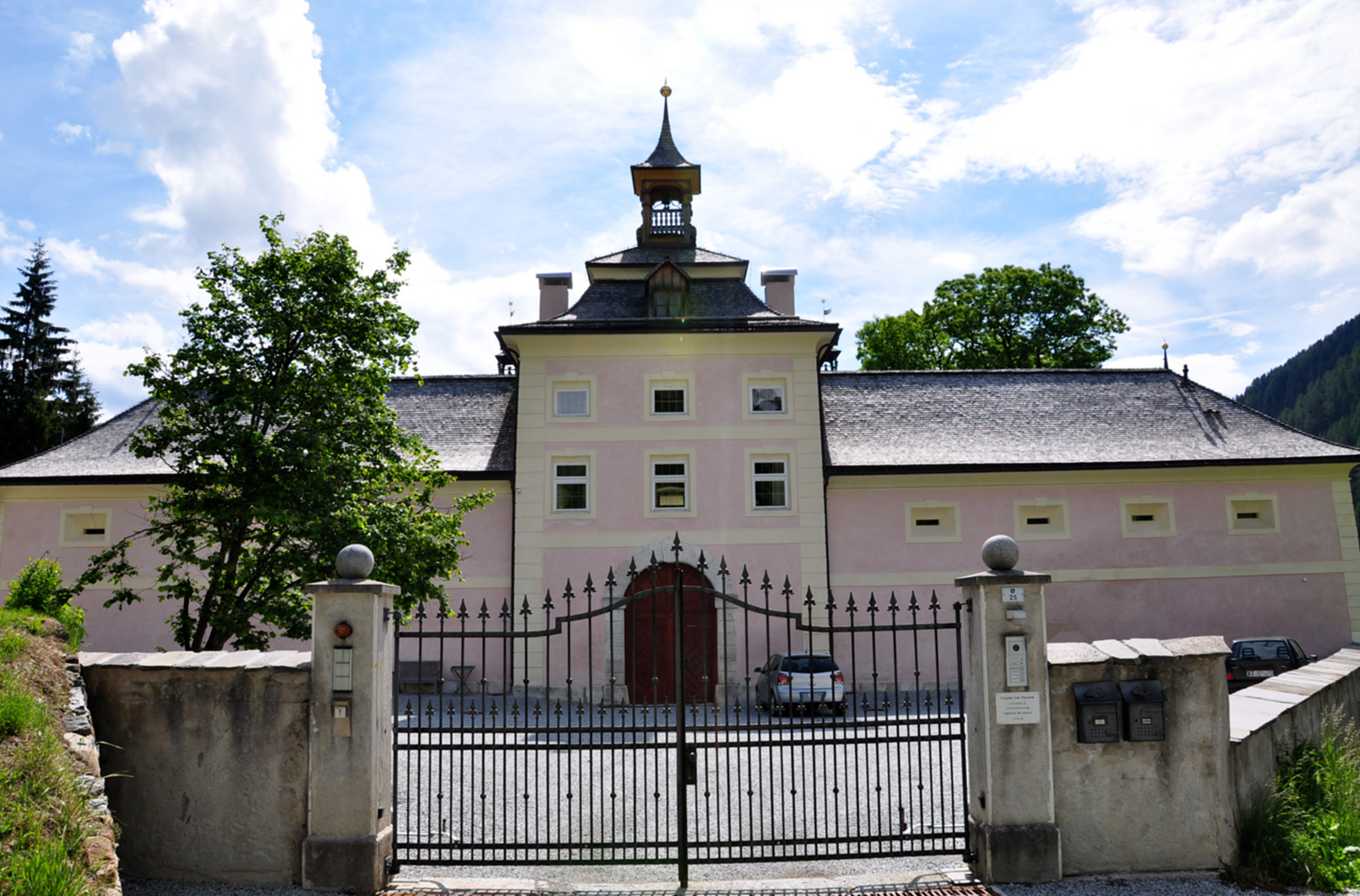
Внутренний двор комплекса